# Won Ok-im
Won Ok-im (원옥임?, Won OgimLR, Wŏn OgimMR; 9 novembre 1986) è un'ex judoka nordcoreana, vincitrice di una medaglia di bronzo ai Giochi olimpici di Pechino 2008.

## Palmarès
| Anno | Manifestazione  | Sede    | Evento | Risultato | Note |
| ---- | --------------- | ------- | ------ | --------- | ---- |
| 2006 | Giochi asiatici | Doha    | 63kg   | Bronzo    |      |
| 2008 | Olimpiadi       | Pechino | 63kg   | Bronzo    |      |
| 2008 | Asiatici        | Jeju    | 63kg   | Bronzo    |      |